# Eduard Heger
Eduard Heger (Bratislava, 3 de mayo de 1976) es un político eslovaco que desde el 1 de abril de 2021 hasta el 15 de mayo de 2023 se desempeñó como primer ministro de Eslovaquia. Previamente se desempeñó como vice primer ministro y ministro de Finanzas en el gabinete de Igor Matovič. Heger fue miembro del partido Gente Común (OĽaNO) hasta 2023, cuando se integró al partido Demócratas.

## Biografía
Heger estudió en la Facultad de Comercio de la Universidad de Economía de Bratislava y trabajó, entre otras cosas, como gerente antes de ingresar a la política eslovaca. En las elecciones de 2016 fue elegido diputado del Consejo Nacional y en marzo de 2020 fue nombrado como ministro de Finanzas del gobierno de Igor Matovič. Ha sido miembro de la Junta de Gobernadores del Banco Europeo para la Reconstrucción y el Desarrollo desde 2020.
En el curso de la crisis del gobierno eslovaco debido a la pandemia de COVID-19, Heger encabezó temporalmente el Ministerio de Salud después de que el anterior titular Marek Krajčí presentara su renuncia el 12 de marzo de 2021. Por el mismo motivo, fue ministro de Educación en funciones desde el 25 de marzo de 2021, tras la dimisión de Roman Mikulec. El 28 de marzo de 2021, el primer ministro Matovič anunció que dimitiría a favor de Heger y, a cambio, asumiría el cargo de ministro de Finanzas. El 1 de abril de 2021, el gobierno de Heger fue juramentado por la presidenta Zuzana Čaputová.